# Johann Weber (Politiker, 1965)
Johann Weber (* 9. Mai 1965 in Wolfsberg, Kärnten) ist ein österreichischer Politiker der Österreichischen Volkspartei (ÖVP). Von April 2018 bis Oktober 2019 war er Abgeordneter zum Kärntner Landtag, vom 23. Oktober 2019 bis zum 23. Oktober 2024 war er Abgeordneter zum Nationalrat. Seit dem 7. März 2025 ist er erneut Nationalratsabgeordneter.

## Leben

### Ausbildung und Beruf
Johann Weber besuchte nach der Volksschule in St. Margarethen und der Hauptschule in Wolfsberg danach die LFS St. Andrä und später die HBLA Raumberg, wo er 1986 maturierte. Im Anschluss an den Präsenzdienst absolvierte er 1987/88 die Agrarpädagogische Akademie Ober St. Veit. Von 1988 bis 1992 war er für die Landwirtschaftskammer Kärnten tätig, danach unterrichtete er bis 1998 an der Landwirtschaftlichen Fachschule/Agrar-Handelsakademie in Althofen. Seit 1998 lehrt er an der Landwirtschaftlichen Fachschule in St. Andrä Pflanzenbau/Grünland, Politische Bildung, Metallbearbeitung, Waldwirtschaftpraxis sowie Bewegung und Sport.

### Politik
Johann Weber war 2003/04 Mitglied des Gemeinderat der Stadtgemeinde Wolfsberg, wo er 2004 auch als Stadtrat fungierte. Seit den Gemeinderats- und Bürgermeisterwahlen in Kärnten 2015 ist er erneut Mitglied des Gemeinderates in Wolfsberg. Im Juni 2017 wurde er zum ÖVP-Bezirksparteiobmann im Bezirk Wolfsberg gewählt.
Am 12. April 2018 wurde er in der konstituierenden Landtagssitzung der 32. Gesetzgebungsperiode als Abgeordneter zum Kärntner Landtag angelobt, wo er dem Ausschuss für BürgerInnenbeteiligung, direkte Demokratie und Petitionen (BDP) sowie dem Ausschuss für Kultur, Sport und Europa (KSE) angehört. Er rückte für Martin Gruber nach, der als Landesrat in die Landesregierung Kaiser II wechselte.
Nach der Nationalratswahl 2019 wechselte er mit 23. Oktober 2019 in den Nationalrat, sein Landtagsmandat ging an Hannes Mak.
Für die Nationalratswahl 2024 wurde er hinter Gabriel Obernosterer und Elisabeth Scheucher auf den dritten Listenplatz der Kärntner ÖVP-Landesliste gereiht, im Regionalwahlkreis Kärnten Ost wurde er Spitzenkandidat. Mit einem Minus von 15 Prozent im Wahlkreis Kärnten Ost verpasste er zunächst den Wiedereinzug in den Nationalrat. Im März 2025 rückte er nach Bildung der Bundesregierung Stocker in den Nationalrat nach. Elisabeth Scheucher nahm das Bundesmandat von Claudia Plakolm an, Weber erhielt das Mandat im Landeswahlkreis Kärnten.